# Macdonald River (Hawkesbury River)
Der Macdonald River ist ein Fluss im Osten des australischen Bundesstaates New South Wales.

## Verlauf
Der Fluss entspringt bei Putty im Yengo-Nationalpark, fließt nach Südosten und mündet bei Wisemans Ferry in den Hawkesbury River.
Der Oberlauf verläuft durch ein einsames Tal im Yengo-Nationalpark. Auch am Unterlauf ist das Tal eng, besitzt aber kleine, fruchtbare Felder. Dieses Gebiet war während der kolonialen Besiedlung landwirtschaftlich sehr wichtig, weil es von Sydney aus auf dem Wasserweg erreicht werden konnte. Die historische Kleinstadt St. Albans liegt im unteren Teil des Macdonald Valley.

## Siedler
Der größte Teil des Flusslaufs ist sehr rau und außerhalb der engen Flussaue ist der Boden sehr unfruchtbar und sandig. Alle landwirtschaftlich nutzbaren Grundstücke wurden bereits Anfang des 19. Jahrhunderts vergeben. 30 Kilometer nördlich von St. Albans wird das Tal so eng, dass es keinen Platz für kultivierbares Land mehr gibt, und da die Familien groß waren, blieb den Bauern nichts anderes übrig, als die Flussauen bis zum Ufer hinunter und sogar die steilen Talhänge hinauf zu bearbeiten. Die ersten verlässlichen Aufzeichnungen über die Siedler im Macdonald Valley stammen von einer Landvermessung, die 1833–1834 von Felton Matthew durchgeführt wurde. Seine Karte wies 86 Landbesitzer aus, einige davon mit mehreren Grundstücken. Der Vermessung wurde von der Mündung des Macdonald River bis zum Boree Swamp hinauf durchgeführt und ist heute Teil des St. Albans Common. Mitte der 1840er-Jahre erreichte die Bevölkerungszahl einen Höchststand mit mehr als 1000 Personen in etwa 100 kleinen Haushalten.

## Aborigines
Die traditionellen Eigentümer des Gebietes waren Aborigines vom Stamm der Darug und der Barkinung.

## Siedlungen im Macdonald Valley
Frühe Karten zeigen ursprüngliche Bauernhöfe in den Siedlungen Benton, Macdonald und Howick. Das Dorf Macdonald (heute: St. Albans) wurde an Stelle eines Stockmen-(Cowboy)-Lagers namens Bullock Warf erbaut. Von dort wurden Rinder in die Kolonie (Sydney) verschifft. Der Macdonald River war damals schiffbar. Auf halbem Wege zur Mündung in den Hawkesbury River lag die Town of Benton („Bent Town“) und nördlich des Village of Macdonald die Town of Howick. Benton und Howick waren die alten Namen von 1823, wie sie in den alten Grundbuchaufzeichnungen aus dieser Zeit vermerkt waren. Aus Benton wurde später die heutige Kleinstadt Central McDonald.

## Gasthäuser
Das Settlers Inn in St. Albans ist auch heute noch in Betrieb. Eine Reihe weiterer Gasthäuser im Tal wurden in Privathäuser umgebaut. Das älteste Gasthaus im Tal war The Industrious Settler, 1833 von Arron Waters ein paar Kilometer nördlich von St. Albans errichtet. Ein weiteres Gasthaus, The Victoria Inn, wurde 1842 von David Crossrund fünf Kilometer oberhalb der Mündung des Macdonald River in den Hawkesbury River erbaut.

## Kirchen und Friedhöfe
Im Tal gab es einst sieben kleine Kirchen und vier angeschlossene Schulen, von denen heute viele nur noch Ruinen sind. Im ganzen Tal finden sich die Überreste einiger kleiner Friedhöfe. Einige der ersten Siedler – besonders am Oberlauf des Flusses – begruben ihre Toten auf dem eigenen Land.

## St. Albans Common
Seit 1824 wird ein ca. 10,4 km² großes Gebiet nördlich von St. Albans am Mogo Creek entlang als Gemeindeland genutzt. Dieses Vorgehen hat seine Wurzeln im traditionellen Gemeindeland von England, dass die „Dörfler“ für die geringe Größe ihrer Parzellen entschädigen sollte. Die fortgesetzte Nutzung des St. Albans Common wurde am 4. März 1853 an fünf Treuhänder vergeben, die zum Besten der „Siedler, Bauern und anderer Einwohner des Distrikts“ handeln sollten. Das Land ist Privatbesitz, der für die Nutzung durch die Commoners reserviert ist und wird immer noch durch die Commoners über ihre Treuhänder bewirtschaftet. Neben Weideflächen besitzt das Common eine ausgedehnte Lagune, die vielen Vögeln und Wildtieren Lebensraum bietet. Das gesamte Gebiet ist heute als Schutzgebiet ausgewiesen um sicherzustellen, dass es für künftige Generationen von Commoners von St. Albans bewahrt wird.